# Tandonia serbica
Tandonia serbica is een slakkensoort uit de familie van de Milacidae. De wetenschappelijke naam van de soort is voor het eerst geldig gepubliceerd in 1931 door H. Wagner.

## Beschrijving
Deze slak is bruinachtig of vies crème van kleur met een zwartachtig netvormig patroon op de mantel. Aan de achterkant en zijkanten zijn extra zwarte vlekken aanwezig, met een diameter van 1 à 2 mm, die lijken op inktvlekken. De kiel is bleek; de mantel is donkerder dan de rest; Er zijn 13 verschillende groeven tussen de kiel en de pneumostoom. De kop is zwartachtig. de zool van de voet is een vuile crème van kleur. Het slijm is kleurloos en transparant.

### Vergelijkbare soorten
Tandonia serbica lijkt op Tandonia kusceri, waarmee hij vaak sympatraal voorkomt. Tandonia serbica is kleiner en Tandonia kusceri heeft geen inktvlekken. De vas deferens van Tamdonia serbica is korter, afgebakend van epiphallus, epiphallus korter, penis groter. Wiktor (1996) wees erop dat er nooit spermatoforen zijn waargenomen in Tandonia kusceri, en bracht de hypothese naar voren dat Tandonia kusceri en Tandonia serbica dimorfe vormen kunnen zijn van dezelfde soort in verschillende stadia van seksuele activiteit.

## Verspreiding en leefgebied
Deze slak leeft in Bulgarije, Servië en is waarschijnlijk geïntroduceerd in Dubrovnik en andere plaatsen. Deze soort leeft bijna uitsluitend op droge hellingen, meestal in rotspuin beschut door struiken, veelal op kalksteen. Komt in Bulgarije voor tot op een hoogte van 1800 meter.